# Тарпея
Тарпе́я, Тарпейя (лат. Tarpeia) — римлянка, отрицательный персонаж римской мифологии. Является символом предательства родины и жадности. Возможно, была весталкой.

## Легенда
По преданию, была дочерью Спурия Тарпея, которому Ромул поручил оборону цитадели на Капитолийском холме во время войны с царём сабинян Титом Татием. Войско Татия не могло силой взять крепость. Тарпея предложила ночью открыть ворота, запросив «в уплату за предательство то, что они носят на левой руке». По версии Проперция, молодая девушка-весталка влюбилась во вражеского царя. Ворвавшись в город, Татий приказал не скупиться и первым снял золотой браслет с руки и вместе со щитом с силой бросил в девушку. Под валом массивных щитов предательница и погибла.
Плутарх пишет:
Тарпея была дочерью начальника, и она сдала укрепления сабинянам, прельстившись золотыми запястьями, которые увидела на врагах, и попросив у них в уплату за предательство то, что они носят на левой руке. Татий согласился, и, отворив ночью одни из ворот, она впустила сабинян. Видимо, не одиноки были и Антигон, говоривший, что любит тех, кто собирается предать, но ненавидит тех, кто уже предал, и Цезарь, сказавший по поводу фракийца Риметалка, что любит измену, но ненавидит изменника (…) Именно такое чувство испытывал и Татий к Тарпее. Помня об уговоре, он приказал сабинянам не поскупиться для неё ничем из того, что у них на левой руке, и первый, сняв вместе с браслетом и щит, бросил их в девушку. Все последовали его примеру, и Тарпея, засыпанная золотыми украшениями и заваленная щитами, погибла под их тяжестью.
После того, как Татий захватил Капитолийский холм, похищенные ранее сабинские женщины, уже жены римлян, уговорили Тита и Ромула примириться. Условием перемирия стал договор о совместном правлении Римом. Римляне и сабиняне объединились в единый народ. Луций Анней Флор так описывает эти и последующие события: «после того как враги были впущены в город, на самом форуме произошла столь жестокая битва, что Ромул обратился к Юпитеру с мольбой остановить бегство его воинов. Отсюда храм Юпитера Статора. В конце концов в ряды яростно сражающихся, распустив волосы, вторглись сами похищенные. Это привело к миру и союзу с Татием».

### Тарпейская скала
Согласно одной из версий была похоронена на месте смерти, на Тарпейской скале, получившей название по её имени. Есть версия, что название происходит от имени Луция Тарпея, которого сбросили оттуда за выступление против царя Ромула.
Плутарх пишет подробней: «По имени Тарпеи, которую погребли там же, где она была убита, холм назывался Тарпейским вплоть до времен царя Тарквиния, который посвятил его Юпитеру. Останки девушки перенесли в другое место, а имя её забыли. Только одна скала на Капитолии — та, с которой свергали преступников, до сих пор зовется Тарпейской». То есть название «Капитолийский холм» появилось только при 6-м царе, Сервии Туллии.
В. Ярхо в примечании пишет, что «Тарпея» — первоначальное название Капитолийского холма, потом сузившееся до отдельного его утеса (в примечании к I Ватиканскому мифографу, который считает, что «Тарпея» — это вообще город, т. н. Рим).

## Исторический анализ
А. В. Коптев, пытаясь реконструировать династические связи между ранними царскими родами разных племен, живших в этой местности, пишет, что «она была весталкой, что для этой эпохи является указанием на её принадлежность к царскому гентильному коллективу. Овидий называл Тарпею Сатурновой дочерью». Он уточняет: «Капитолий имел две вершины, и если на одной из них находилась Ценина, то на другой, Тарпейской скале, возможно, находилась ещё одна сабинская крепость. Овидий различал на Капитолии святилище Нумы и Юпитерову крепость (Fasti II, 69—70). „Предательство“ Тарпеи, в таком случае, как представляется, состояло в том, что вместо обещанного прежде брачного союза с альбанцами или палатинцами Тарпеи заключили союз с сабинами». Тут он кстати вспоминает данные, которые приводит Плутарх как ложные, что Тарпея была дочерью Тита Тация и стала женой Ромула. По его реконструкции, с её смертью «прервалась сакральная связь сабинского и римского (или альбанского) царских линиджей».

## В искусстве

### В поэзии
Два четверостишия Симила, который считал, что Тарпея предала город кельтам, известны по цитированию Плутархом:
Древле Тарпея жила на крутых Капитолия скалах;

Гибель она принесла крепкого Рима стенам.

Брачное ложе она разделить со владыкою кельтов

Страстно желая, врагу город родной предала. (…)

Бойи убили её, и бесчисленных кельтов дружины

Там же, за Падом рекой, тело её погребли.

Бросили кучу щитов на неё их отважные руки,

Девы-преступницы труп пышным надгробьем закрыв.
Проперций посвящяет любви весталки Тарпеи к сабинскому царю Тацию элегию. (кн. IV, элегия 4).
Овидий упоминает её в «Фастах» (I, 261—262) (пер. Ф. А. Петровского):
Как сторожиха, прельстясь сабинов запястьями, в крепость

Им показала проход и провела их тайком.
А также в «Любовных элегиях» (I, X, 49-50) (пер. С. В. Шервинского):
Много ли жрице святой помогли запястья сабинян,

Если тяжелым щитом голову сплющили ей?
И более подробно в «Метаморфозах» (пер. С. В. Шервинского):
Но с ним старшины сабинов и Таций

Начали брань; и, в крепость открыв им доступ, Тарпейя

Должную казнь приняла, раздавлена грудой оружья.

### Монеты
Мифологический сюжет, связанный с Тарпеей, поместили на несколько монетных типов, в том числе денарии Октавиана Августа и других монетах.
- Тарпея на денарии 89 г. до н. э.
- Тарпея на денарии Октавиана Августа 19—18 гг. до н. э.

### В живописи
«Смерть дочери Спурия Тарпея» — картина немецкого художника Иоганна Генриха Шёнфельда, находится в собрании Эрмитажа.
- Шёнфельд И.Г. «Смерть дочери Спурия Тарпея»

### В кинематографе
В фильме 1961 года «Ромул и Рем» роль Тарпеи играет Орнелла Ванони.